# Mazedonischer Rindenpilz
Mazedonischer Rindenpilz (Hyphoderma macedonicum) ist eine Ständerpilzart aus der Familie der Fältlingsverwandten (Meruliaceae). Sie besitzt teppichartige, membranöse Fruchtkörper von weißlicher Farbe aus und wächst auf Totholz von Laubbäumen. Die Art ist in weiten Teilen Europas verbreitet.

## Merkmale

### Makroskopische Merkmale
Hyphoderma macedonicum besitzt für die Gattung Hyphoderma typische, resupinate, membranös-wachsartige Fruchtkörper. Sie sind frisch weißlich, im getrockneten Zustand ockerfarben. Ihr Hymenium ist unter dem bloßen Auge glatt, lässt unter der Lupe aber Poren und hervorstehende Zystiden erkennen.

### Mikroskopische Merkmale
Wie bei allen Hyphoderma-Arten ist die Hyphenstruktur von Hyphoderma macedonicum monomitisch, weist also nur generative Hyphen auf. Die 3–4 µm breiten Hyphen sind hyalin, dick- oder dünnwandig und stark verzweigt, die Septen weisen stets Schnallen auf. Die Zystiden sind lang und zugespitzt. Sie sind nicht inkrustiert (jedoch mit Tröpfchen besetzt) und stoßen mit rund 60–120 × 6–8 µm deutlich aus der Fruchtschicht hervor. Die Basidien der Art sind leicht keulen- bis annähernd urnenförmig, besitzen vier Sterigmata und messen 20–25 × 4–5 µm. An der Basis besitzen sie eine Schnalle. Ihre Sporen sind wurstförmig, hyalin und dünnwandig. Sie messen 6–8 × 2–2,5 µm, sind inamyloid und besitzen stets einen Fortsatz (Apiculus).

## Verbreitung
Die bekannte Verbreitung der Art umfasst weite Teile Europas, sie gilt jedoch überall als selten oder wenig häufig.

## Ökologie
Hyphoderma macedonicum wächst auf morschem Totholz von Laubbäumen. Typische Habitate sind laubreiche Wälder.